# كاربونديل (كولورادو)
كاربونديل (بالإنجليزية: Carbondale, Colorado)‏ هي بلدة تقع في مقاطعة غارفيلد، كولورادو بولاية كولورادو في الولايات المتحدة. تبلغ مساحتها 5.2 (كم²)، وترتفع عن سطح البحر 1881 م، بلغ عدد سكانها 6427 نسمة في عام 2010 حسب إحصاء مكتب تعداد الولايات المتحدة .

## وصلات خارجية
- Town of Carbondale
- The US50 - Cities and Towns in Colorado State
- Colorado Cities and Towns, Facts, Map, Flag, Colleges, Government, and More